# Stålverk 80

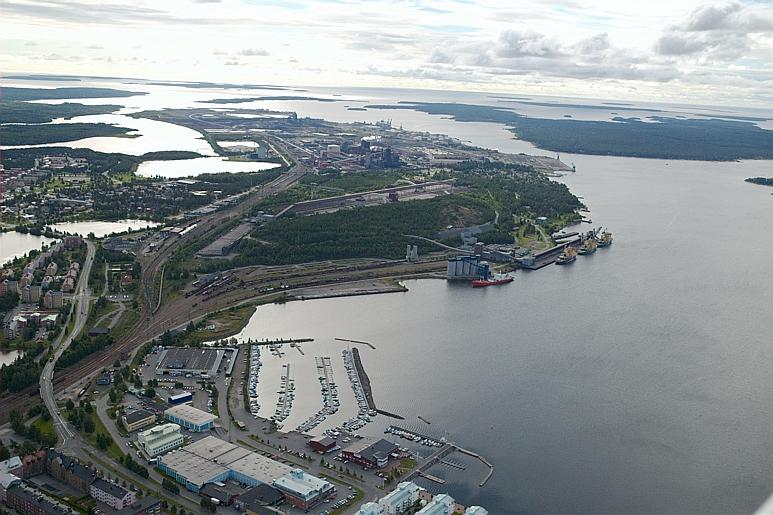
Flygbild över Luleå hamn, Riksantikvarieämbetet

Stålverk 80 var ett planerat industriprojekt i form av en kraftig utbyggnad av statliga Norrbottens Järnverks anläggningar i Luleå. Vad som skulle ha blivit ett paradprojekt för socialdemokraterna, presenterades bland annat som en storsatsning på norrländskt näringsliv. Det stoppades av den borgerliga regeringen år 1976, i samband med stålkrisen. Projektet var från början en politisk stridsfråga, eftersom det skulle innebära en ökning av det statliga inslaget i svenskt näringsliv.

## Bakgrund
Norrbottens Järnverk AB (NJA) presenterade år 1973 planerna för en omfattande utbyggnad av handelsstålverket i Luleå. Man beräknade att det utbyggda verket skulle stå färdigt 1980, vilket gav projektet dess namn. År 1973 rådde högkonjunktur i Sverige och NJA räknade med en kraftig ökning av stålförbrukningen. Fullt utbyggt skulle Stålverk 80 sysselsätta ca 2 300 personer.
Den dåvarande socialdemokratiska regeringen initierade projektet och 1975 togs det första spadtaget för utbyggnaden av industriministern Anna-Greta Leijon i sällskap av bland andra NJA-chefen John Olof Edström och landshövdingen Ragnar Lassinantti. Då hade emellertid konjunkturen börjat vända neråt, främst till följd av oljekrisen och under år 1976 förvärrades krisen. Den svenska stålindustrin hamnade i sin djupaste kris sedan 1920-talet och produktionen minskade kraftigt. Den svenska stålexporten reducerades kraftigt, bland annat eftersom stål tillverkades billigare i andra länder. Även inom Sverige kom efterfrågan på stål att krympa när varvsindustrin växlade ned, verkstadsindustrin inte längre växte och bostadsbyggandet minskade. Hösten 1976 beslöt styrelsen i Norrbottens Järnverk AB att projektet med Stålverk 80 skulle skjutas på framtiden. Det återupptogs aldrig, och har sedan dess i medierna blivit föremål för en omfattande debatt, ibland taget i försvar och ibland använt som skällsord.

## Efterverkningar i Luleå
När projektet presenterades år 1973 såg Luleå kommun fram emot den befolkningsökning som väntades ske i stålverkets spår. Stålverket skulle ligga sydöst om Luleå centrum och Luleå malmhamn, som skeppade ut malm från Kiruna och Malmberget. Kommunen beslutade därför om detaljplaner för nya bostadsområden i staden, i ett skede där man hade börjat slå av takten på bostadsbyggandet i och med att Miljonprogrammet började nå sin slutfas. Exempel på sådana bostadsområden är Hertsön. En hausse inträffade också i Luleås centrum, där många äldre hus revs för att ge plats åt nya fastighetsprojekt, eftersom man väntade sig en kraftig värdeökning på fastigheterna.
När projekteringen kring Stålverk 80 stoppades innebar det en kraftig ekonomisk nedgång för staden där många hus och nya områden kom att stå tomma eller obebyggda. Efter att projektet skrinlades ersattes kommunen av staten dels med ett extra skatteutjämningsbidrag värderat till 115 miljoner kronor, dels ett engångsbelopp om 50 miljoner kronor, dels övertogs vissa kommunala anläggningar av Statsföretag AB till ett värde på 101 miljoner kronor.

## Området idag
Projektet innebar en omfattande invallning av Sandöfjärden, som är belägen sydöst om Luleås centrum i Luleälvens utlopp mot Bottenhavet. Invallningen genomfördes 1974-1977 och till detta område flyttade malmhamnen år 1996 sin utskeppningsterminal från Luleå centrum. Utbyggnaden av hamnen i Luleå är ett pågående miljardprojekt där staten gått ihop med gruvbolagen, främst LKAB, för att öka kapaciteten eftersom volymerna förväntas öka med upp till 50% fram till 2030.
Området i fjärden som vallades har i stort sett stått tomt i två decennier sedan 2000. I samband planeringen inför etablerandet av Northvolts batterifabrik i Norrland försökte kommunen få företaget intresserade av den oanvända industritomten. Det gick inte vägen och Northvolt valde istället Skellefteå. Enligt Luleå kommun är dock batteriföretaget Talga Resources klart för etablering på området.[uppföljning saknas]